# Tørring Sogn (Hedensted Kommune)
 For alternative betydninger, se Tørring Sogn. (Se også artikler, som begynder med Tørring Sogn)
Tørring Sogn er et sogn i Hedensted Provsti (Haderslev Stift).
I 1800-tallet var Tørring Sogn anneks til Åle Sogn. Begge sogne hørte til Vrads Herred i Skanderborg Amt. De udgjorde Åle-Tørring sognekommune, men den blev senere delt i to. Ved kommunalreformen i 1970 blev Åle og Tørring som to selvstændige sognekommuner indlemmet i Tørring-Uldum Kommune, der ved strukturreformen i 2007 indgik i Hedensted Kommune.
I Tørring Sogn ligger Tørring Kirke.
I sognet findes følgende autoriserede stednavne:
- Kandborg (bebyggelse, ejerlav)
- Melhede (bebyggelse)
- Plovstrup (bebyggelse, ejerlav)
- Pyttenshede (bebyggelse)
- Stovgårds Mark (bebyggelse)
- Tørring (bebyggelse, ejerlav)
- Tørring Fælled (bebyggelse)
- Tørring Mark (bebyggelse)
- Tørringskov (bebyggelse)